# Конгенитална агамаглобулинемија (Брутон)
Конгенитална агамаглоулинемуја (Брутон) је урођени дефект хуморалног имунитета који се наслеђује везано за X хромозом. Реч је врло ретком обољењу и обољевају само мушкарци.

## Узрок
Узрок је мутација гена на X хромозому услед чега је смањена активност ензима тирозин киназе. Овај ензим игра улогу у сазревању Б-лимфоцита. Услед његовог недостатка сазревање Б-лимфоцита се зауставља у нижем стадијуму и они не могу да производе имуноглобулине (антитела).
Б-лимфоцити су иначе одбрамбене ћелије које производе антитела која се везују за антигене (антигени су супстанце које су организам препознаје као туђе).

## Клиничка слика
- врло честе бактеријске инфекције горњих дисајних путева (због смањеног имунитета)
- у крви готово да нема Б-лимфоцита и антитела. У коштаној сржи се у нормалном броју налазе незрели претходници Б-лимфоцита. У лимфатичним органима: лимфним чворовима и слезини недостају лимфни фоликули. Крајници су слабо развијени.

Т-лимфоцити су у нормалном броју и нормално формирани.

## Симптоми
Пар месеци после рођења мушког детета (деца су у првим месецима заштићена антителима мајке) почињу тешке и честе бактеријске инфекције у виду запаљења уха, грла (фарингитис), коже, бронхитис...
Обично нема инфекција изазваних вирусима и гљивицама, јер се са њима успешно носи очувани целуларни имунитет (Т-лимфоцити).
Често се јављају и аутоимуне болести: реуматоидни артритис, лупус еритематодес, дерматомиозитис, разни васкулитиси...